# Sainte-Gemme-Moronval
Sainte-Gemme-Moronval és un municipi francès, situat al departament de l'Eure i Loir i a la regió de Centre – Vall del Loira. L'any 2007 tenia 871 habitants.

## Demografia

### Població
El 2007 la població de fet de Sainte-Gemme-Moronval era de 871 persones. Hi havia 301 famílies, de les quals 52 eren unipersonals (15 homes vivint sols i 37 dones vivint soles), 77 parelles sense fills, 146 parelles amb fills i 26 famílies monoparentals amb fills.
La població ha evolucionat segons el següent gràfic:
Habitants censats

### Habitatges
El 2007 hi havia 363 habitatges, 303 eren l'habitatge principal de la família, 25 eren segones residències i 35 estaven desocupats. 352 eren cases i 5 eren apartaments. Dels 303 habitatges principals, 282 estaven ocupats pels seus propietaris, 16 estaven llogats i ocupats pels llogaters i 6 estaven cedits a títol gratuït; 3 tenien una cambra, 11 en tenien dues, 27 en tenien tres, 81 en tenien quatre i 181 en tenien cinc o més. 254 habitatges disposaven pel capbaix d'una plaça de pàrquing. A 117 habitatges hi havia un automòbil i a 180 n'hi havia dos o més.

### Piràmide de població
La piràmide de població per edats i sexe el 2009 era:
| Homes | Edats   | Dones |
| ----- | ------- | ----- |
| 0     | 95 o +  | 0     |
| 0     | 90 a 94 | 1     |
| 3     | 85 a 89 | 11    |
| 4     | 80 a 84 | 0     |
| 4     | 75 a 79 | 8     |
| 9     | 70 a 74 | 4     |
| 19    | 65 a 69 | 12    |
| 15    | 60 a 64 | 23    |
| 17    | 55 a 59 | 9     |
| 17    | 50 a 54 | 20    |
| 41    | 45 a 49 | 33    |
| 32    | 40 a 44 | 29    |
| 34    | 35 a 39 | 39    |
| 10    | 30 a 34 | 13    |
| 25    | 25 a 29 | 7     |
| 18    | 20 a 24 | 14    |
| 31    | 15 a 19 | 24    |
| 30    | 10 a 14 | 28    |
| 18    | 5 a 9   | 17    |
| 21    | 0 a 4   | 15    |

## Economia
El 2007 la població en edat de treballar era de 573 persones, 446 eren actives i 127 eren inactives. De les 446 persones actives 413 estaven ocupades (224 homes i 189 dones) i 32 estaven aturades (15 homes i 17 dones). De les 127 persones inactives 41 estaven jubilades, 52 estaven estudiant i 34 estaven classificades com a «altres inactius».

### Ingressos
El 2009 a Sainte-Gemme-Moronval hi havia 317 unitats fiscals que integraven 931 persones, la mediana anual d'ingressos fiscals per persona era de 21.315 €.

### Activitats econòmiques
Dels 42 establiments que hi havia el 2007, 2 eren d'empreses alimentàries, 2 d'empreses de fabricació de material elèctric, 6 d'empreses de fabricació d'altres productes industrials, 7 d'empreses de construcció, 7 d'empreses de comerç i reparació d'automòbils, 2 d'empreses de transport, 2 d'empreses d'hostatgeria i restauració, 1 d'una empresa d'informació i comunicació, 1 d'una empresa financera, 3 d'empreses immobiliàries, 6 d'empreses de serveis, 2 d'entitats de l'administració pública i 1 d'una empresa classificada com a «altres activitats de serveis».
Dels 13 establiments de servei als particulars que hi havia el 2009, 4 eren tallers de reparació d'automòbils i de material agrícola, 1 autoescola, 2 paletes, 4 guixaires pintors i 2 restaurants.
L'únic establiment comercial que hi havia el 2009 era una botiga de mobles.

## Equipaments sanitaris i escolars
El 2009 hi havia una escola elemental.

## Poblacions més properes
El següent diagrama mostra les poblacions més properes.